# Dobieszyn (Subkarpaten)
Dobieszyn is een plaats in het Poolse district  Krośnieński (Subkarpaten), woiwodschap Subkarpaten. De plaats maakt deel uit van de gemeente Jedlicze en telt 1400 inwoners.